# Elvis' Gold Records Volume 4
Elvis' Gold Records Volume 4 è una compilation di Elvis Presley, pubblicata nel 1968.

## Contenuti
Si tratta del quarto volume della serie "Elvis' Golden Records" dedicata ai singoli diventati disco d'oro con oltre 500 000 copie vendute. Questo volume raccoglie successi dal 1961 al 1967. Il 15 luglio 1997 la ristampa in CD aggiunge ulteriori 6 tracce alla scaletta dei brani alterandone l'ordine originale.

## Accoglienza
Il disco raggiunse la posizione numero 33 nella classifica Billboard 200 negli Stati Uniti.

## Tracce

### Lato 1
| Traccia | Registrazione | N° Catal. | Data    | Pos. Clas. | Titolo                               | Autore                          | Durata |
| ------- | ------------- | --------- | ------- | ---------- | ------------------------------------ | ------------------------------- | ------ |
| 1.      | 5/26/66       | 47-8870   | 6/8/66  | numero 19  | Love Letters                         | Edward Heyman e Victor Young    | 2:30   |
| 2.      | 5/26/63       | 47-8243b  | 10/1/63 | numero 32  | Witchcraft                           | Dave Bartholomew e Pearl King   | 2:19   |
| 3.      | 1/12/64       | 47-8307b  | 2/10/64 | numero 29  | It Hurts Me                          | Joy Byers e Charlie Daniels     | 2:27   |
| 4.      | 8/30/63       | 47-8360   | 4/28/64 | numero 21  | What'd I Say                         | Ray Charles                     | 3:02   |
| 5.      | 5/26/63       | 47-8188b  | 6/18/63 |            | Please Don't Drag That String Around | Otis Blackwell e Winfield Scott | 1:54   |
| 6.      | 6/10/66       | 47-9056   | 1/10/67 | numero 33  | Indescribably Blue                   | Darrell Glenn                   | 2:48   |

### Lato 2
| Traccia | Registrazione | N° Catal. | Data    | Pos. Clas. | Titolo                         | Autore                                                   | Durata |
| ------- | ------------- | --------- | ------- | ---------- | ------------------------------ | -------------------------------------------------------- | ------ |
| 1.      | 5/26/63       | 47-8188   | 6/18/63 | numero 3   | (You're the) Devil in Disguise | Bernie Baum, Bill Giant, Florence Kaye                   | 2:20   |
| 2.      | 11/7/60       | 47-7850b  | 2/7/61  | numero 32  | Lonely Man                     | Bennie Benjamin e Sol Marcus                             | 2:43   |
| 3.      | 3/20/60       | 47-7777b  | 7/5/60  | numero 32  | A Mess of Blues                | Doc Pomus e Mort Shuman                                  | 2:39   |
| 4.      | 1/12/64       | 47-8840   | 9/22/64 | numero 12  | Ask Me                         | Domenico Modugno, Bernie Baum, Bill Giant, Florence Kaye | 2:07   |
| 5.      | 6/10/58       | 47-8840b  | 9/22/64 | numero 16  | Ain't That Loving You Baby     | Clyde Otis e Ivory Joe Hunter                            | 2:22   |
| 6.      | 3/19/62       | 47-8041b  | 7/17/62 | numero 55  | Just Tell Her Jim Said Hello   | Jerry Leiber e Mike Stoller                              | 1:52   |

## Ristampa 1997

### Tracce
| Traccia | Registrazione | N° Catal. | Data     | Pos. Clas. | Titolo                               | Autore                                                   | Durata |
| ------- | ------------- | --------- | -------- | ---------- | ------------------------------------ | -------------------------------------------------------- | ------ |
| 1.      | 3/27/62       | 47-8100   | 10/2/62  | numero 2   | Return to Sender                     | Otis Blackwell e Winfield Scott                          | 2:06   |
| 2.      | 3/23/61       | 47-7968b  | 11/22/61 | numero 23  | Rock-A-Hula Baby                     | Fred Wise, Ben Weisman, Dolores Fuller                   | 1:57   |
| 3.      | 5/26/66       | 47-8870   | 6/8/66   | numero 19  | Love Letters                         | Edward Heyman e Victor Young                             | 2:30   |
| 4.      | 1/22/63       | 47-8243   | 10/1/63  | numero 8   | Bossa Nova Baby                      | Jerry Leiber e Mike Stoller                              | 2:02   |
| 5.      | 5/26/63       | 47-8243b  | 10/1/63  | numero 32  | Witchcraft                           | Dave Bartholomew e Pearl King                            | 2:19   |
| 6.      | 9/30/63       | 47-8307   | 2/10/64  | numero 12  | Kissin' Cousins                      | Fred Wise e Randy Starr                                  | 2:12   |
| 7.      | 1/12/64       | 47-8307b  | 2/10/64  | numero 29  | It Hurts Me                          | Joy Byers and Charlie Daniels                            | 2:27   |
| 8.      | 7/10/63       | 47-8360b  | 4/28/64  | numero 29  | Viva Las Vegas                       | Doc Pomus e Mort Shuman                                  | 2:21   |
| 9.      | 8/30/63       | 47-8360   | 4/28/64  | numero 21  | What'd I Say                         | Ray Charles                                              | 3:02   |
| 10.     | 5/26/63       | 47-8188b  | 6/18/63  |            | Please Don't Drag That String Around | Otis Blackwell e Winfield Scott                          | 1:54   |
| 11.     | 6/10/66       | 47-9056   | 1/10/67  | numero 33  | Indescribably Blue                   | Darrell Glenn                                            | 2:48   |
| 12.     | 5/26/63       | 47-8188   | 6/18/63  | numero 3   | (You're the) Devil in Disguise       | Bernie Baum, Bill Giant, Florence Kaye                   | 2:20   |
| 13.     | 11/7/60       | 47-7850b  | 2/7/61   | numero 32  | Lonely Man                           | Bennie Benjamin e Sol Marcus                             | 2:43   |
| 14.     | 3/20/60       | 47-7777b  | 7/5/60   | numero 32  | A Mess of Blues                      | Doc Pomus e Mort Shuman                                  | 2:39   |
| 15.     | 1/12/64       | 47-8840   | 9/22/64  | numero 12  | Ask Me                               | Domenico Modugno, Bernie Baum, Bill Giant, Florence Kaye | 2:07   |
| 16.     | 6/10/58       | 47-8840b  | 9/22/64  | numero 16  | Ain't That Loving You Baby           | Clyde Otis e Ivory Joe Hunter                            | 2:22   |
| 17.     | 3/19/62       | 47-8041b  | 7/7/62   | numero 55  | Just Tell Her Jim Said Hello         | Jerry Leiber e Mike Stoller                              | 1:52   |
| 18.     | 10/31/60      | 47-0643   | 4/6/65   | numero 3   | Crying in the Chapel                 | Artie Glenn                                              | 2:24   |

## Crediti
- Elvis Presley – voce, chitarra
- Scotty Moore – chitarra
- Hank Garland - chitarra, basso
- Barney Kessell - chitarra
- Chet Atkins - chitarra
- Billy Strange - chitarra
- Glen Campbell - chitarra
- Tiny Timbrell - chitarra
- Chip Young - chitarra
- Harold Bradley - chitarra
- Grady Martin - chitarra
- Pete Drake - Pedal steel guitar
- Floyd Cramer - pianoforte, organo
- Dudley Brooks - pianoforte
- David Briggs - pianoforte
- Artie Cane - pianoforte
- Calvin Jackson - organo
- Henry Slaughter - organo
- Bob Moore - basso
- Ray Siegel - basso
- Meyer Rubin - basso
- D.J. Fontana - batteria
- Buddy Harman – batteria, timpani
- Hal Blaine - batteria
- Frank Carlson - batteria
- Boots Randolph - sassofono
- Rufus Long - sassofono
- Steve Douglas - sassofono
- The Jordanaires - cori
- Millie Kirkham - cori
- Dolores Edgin - cori
- June Page - cori